# 埃爾雷滕
埃爾雷滕是哥倫比亞的城鎮，位於該國北部，由馬格達萊納省負責管轄，距離首府聖瑪爾塔98公里，始建於1913年6月24日，面積268平方公里，海拔高度22米，2005年人口19,830。

## 外部連結
- （西班牙文） Gobernacion del Magdalena - El Reten

10°37′00″N 74°16′00″W / 10.6167°N 74.2667°W